# Leucochloridium
Leucochloridium is een geslacht van platwormen uit de familie van de Leucochloridiidae.

## Soorten
- Leucochloridium paradoxum Carus, 1835
- Leucochloridium perturbatum Pojmanska, 1969